# Carl Rödenbeck
Carl Germanus Siegfried Roedenbeck (* 20. November 1811 in Berlin; † 22. Mai 1871 ebenda) war ein Jurist, Justizkommissar, Rechtsanwalt und Notar in Grünberg in Schlesien und später als Justizrat und Rechtsanwalt beim Obertribunal in Berlin tätig.

## Leben
Roedenbeck wurde als Sohn des Kaufmanns und historischen Schriftstellers Karl Heinrich Siegfried Rödenbeck und dessen ersten Frau Anna Dorothea Kohlhepp in Berlin geboren. Seine Schulausbildung schloss er dort im grauen Kloster mit dem Abitur ab. Er nahm das Studium der Rechtswissenschaften auf und machte 1832 sein erstes und 1835 sein zweites Examen. 1840 wurde er nach der dritten Prüfung zum Kammergerichtsassessor ernannt. Er war dann zunächst als Jurist in Wittstock tätig.
Roedenbeck war seit 1842 mit Pauline Alexandrine Marie Patzig verheiratet. Aus der Ehe gingen sechs Kinder hervor.
1845 erhielt er die Bestallung zum Justizkommissar und Notar für den Grünbergischen Kreis in Schlesien und wurde dort 1848 im 12. schlesischen Wahlbezirk zum Abgeordneten der Frankfurter Nationalversammlung gewählt, der er vom 31. Mai bis zum 18. August des Jahres als fraktionsloser Abgeordneter angehörte. 
Roedenbeck war Freimaurer und gehörte ab 1849 der Loge „Erwin für Licht und Recht“ in Grünberg und ab 1855 als Ehrenmitglied der Loge „Zur biederen Vereinigung“ in Glogau an. Auch war er Vorsitzender des konstitutionellen Vereins in Grünberg.
Das Patent als Justizrat erhielt er 1853. Nach 18-jähriger Tätigkeit in Grünberg erhielt er 1863 dann die Bestellung für das Obertribunal in Berlin. Dort verstarb er 1871 nach längerer Krankheit.